# Dapoxetina

Fórmula esquelética de dapoxetina.

Modelo de bolas y palos de dapoxetina.

La dapoxetina es un medicamento que se utiliza para el tratamiento de la eyaculación precoz. Es un inhibidor selectivo de la recaptación de serotonina de corta duración y de rápida acción.
El fármaco ha sido aprobado con la indicación de tratamiento de la eyaculación precoz en diferentes países de Europa, como Finlandia, Suecia, Portugal, Austria y Alemania. Su aprobación en otros países de Europa se encuentra en fase de estudio y lo mismo ocurre en Estados Unidos.
Diferentes ensayos clínicos han sugerido que la dapoxetina puede ser útil en el tratamiento de la eyaculación precoz. Según un informe publicado por el British Journal of Urology que recoge datos de diferentes estudios, la dapoxetina se tolera bien y su utilización mejora los diferentes parámetros que se han utilizado para la valoración de la eyaculación precoz. También mejora la satisfacción de las relaciones sexuales en las personas que presentan este problema de salud.
El fármaco fue desarrollado por los laboratorios Eli Lilly. Inicialmente se conocía como LY 210448, y se pensaba utilizar en el procedimiento contra depresiones, al igual que otros medicamentos con los que está estrechamente emparentado, como la fluoxetina y la paroxetina. Sin embargo, debido a su ineficacia como antidepresivo, se empezó a investigar su utilidad para el tratamiento de la eyaculación precoz.

## Efectos secundarios
Al igual que todos los medicamentos, puede presentar efectos secundarios. Algunos de los más frecuentes son: náuseas, mareos, dolor de cabeza, insomnio, ansiedad, disminución de la libido, pesadillas, sequedad de boca y visión borrosa. Asimismo se encuentra contraindicado en diferentes situaciones como la insuficiencia cardiaca.

## Contraindicaciones
No se debe tomar dapoxetina o priligy en caso de:
- tener alergia a alguna de las propiedades del medicamento o a su principio activo (dapoxetina);
- tener problemas de corazón, como la insuficiencia cardíaca;
- tener problemas de hígado, ya sean moderados o graves;
- estar tomando otro tipo de medicamentos: para la  depresión (inhibidores de la monoaminooxidasa), para la esquizofrenia, para el trastorno bipolar, Linezolida (antibiótico para tratar las infecciones), medicamentos para la migraña, Tripotófano (para ayudar a dormir), Hipérico perforatum (medicamento a base de plantas) o Tramadol (para tratar el dolor intenso).1